# 奧古斯塔港
奥古斯塔港（Port Augusta）是澳大利亚南澳大利亚州继阿德莱德、芒特甘比尔、怀阿拉和默里布里奇之后的第五大城市，是位于阿德莱德以北322公里、艾尔半岛东岸的港口城市，临斯潘塞湾。2006年人口为13,257。
奥古斯塔港是澳大利亚东南部的重要铁路枢纽、矿石出口港以及皇家飞行医疗队总部所在地。主要输出小麦和羊毛。